# Anhimella pupurascens
Anhimella pupurascens là một loài bướm đêm trong họ Noctuidae.